# یواس‌اس مانلاو (دی‌یی-۳۶)
یواس‌اس مانلاو (دی‌یی-۳۶) (به انگلیسی: USS Manlove (DE-36)) یک کشتی بود که طول آن ۲۸۹ فوت ۵ اینچ (۸۸٫۲۱ متر) بود. این کشتی در سال ۱۹۴۳ ساخته شد.